# Universidade de Ciências Sociais e Humanidades
A Universidade de Ciências Sociais e Humanidades (SWPS Uniwersytet Humanistycznospołeczny em polaco) é uma universidade fundada em 1996 em Varsovia, Polónia. A Universidade SWPS foi fundada por Andrzej Eliasz, Zbigniew Pietrasiński e Janusz Reykowski, ex-professores do Instituto de Psicologia da Academia Polonesa de Ciências.
A universidade conta com mais de 16.000 estudantes em 30 programas diferentes e em mais de 70 cursos de especialização. SWPS significa Escola de Varsóvia de Psicologia Social (Szkoła Wyższa Psychologii Społecznej).

## Faculdades
- Faculdade de Psicologia (Varsóvia)
- Faculdade de Artes e Ciências Sociais (Varsóvia)
- Faculdade de Direito (Varsóvia)
- Faculdade de Psicologia (Sopot)
- Faculdade de Psicologia (Katowice)
- Faculdade de Psicologia (Wrocław)
- Faculdade de Direito e de Comunicação (Wrocław)
- Faculdade de Ciências Sociais e Design (Poznań)

## Reitores
- Andrzej Eliasz (1996 - 2016)
- Roman Cieślak (2016 - )

## Diplomas e graus
- Licenciado
- M.A.
- Dr.
- Dr. Habil.

## Ligação externa
- «Sítio oficial»
- SWPS Students Association
- SWPS Warsaw Library